# Läätsa
Läätsa är en ort i Estland.   Den ligger i landskapet Saaremaa (Ösel), i den västra delen av landet, 200 km sydväst om huvudstaden Tallinn. Antalet invånare är 109.
Terrängen runt Läätsa är mycket platt. Havet är nära Läätsa åt sydost.  Närmaste större samhälle är Arensburg, 18,1 km nordost om Läätsa.